# Phaonia nigricauda
Phaonia nigricauda este o specie de muște din genul Phaonia, familia Muscidae, descrisă de Malloch în anul 1918.
Este endemică în California. Conform Catalogue of Life specia Phaonia nigricauda nu are subspecii cunoscute.